# Alter Kran
Alter Kran är en bevarad hamnkran från 1797 i den tyska staden Lüneburg. Den var Nordtysklands största kran när den byggdes och användes främst för att lasta salt.
Det har funnits en kran i Lüneburg sedan 1330, men den nuvarande, som är stadens symbol, byggdes år 1797 av timmerman G.P. Hintze. Med hjälp av den kunde saltet från salinerna i området lastas på båtar och transporteras till Lübeck via floden Ilmenau och Stecknitzkanalen. Kranen användes också för att lasta och lossa bränsle och andra varor och lossade vid ett tillfälle ett ånglok på 9 ton.

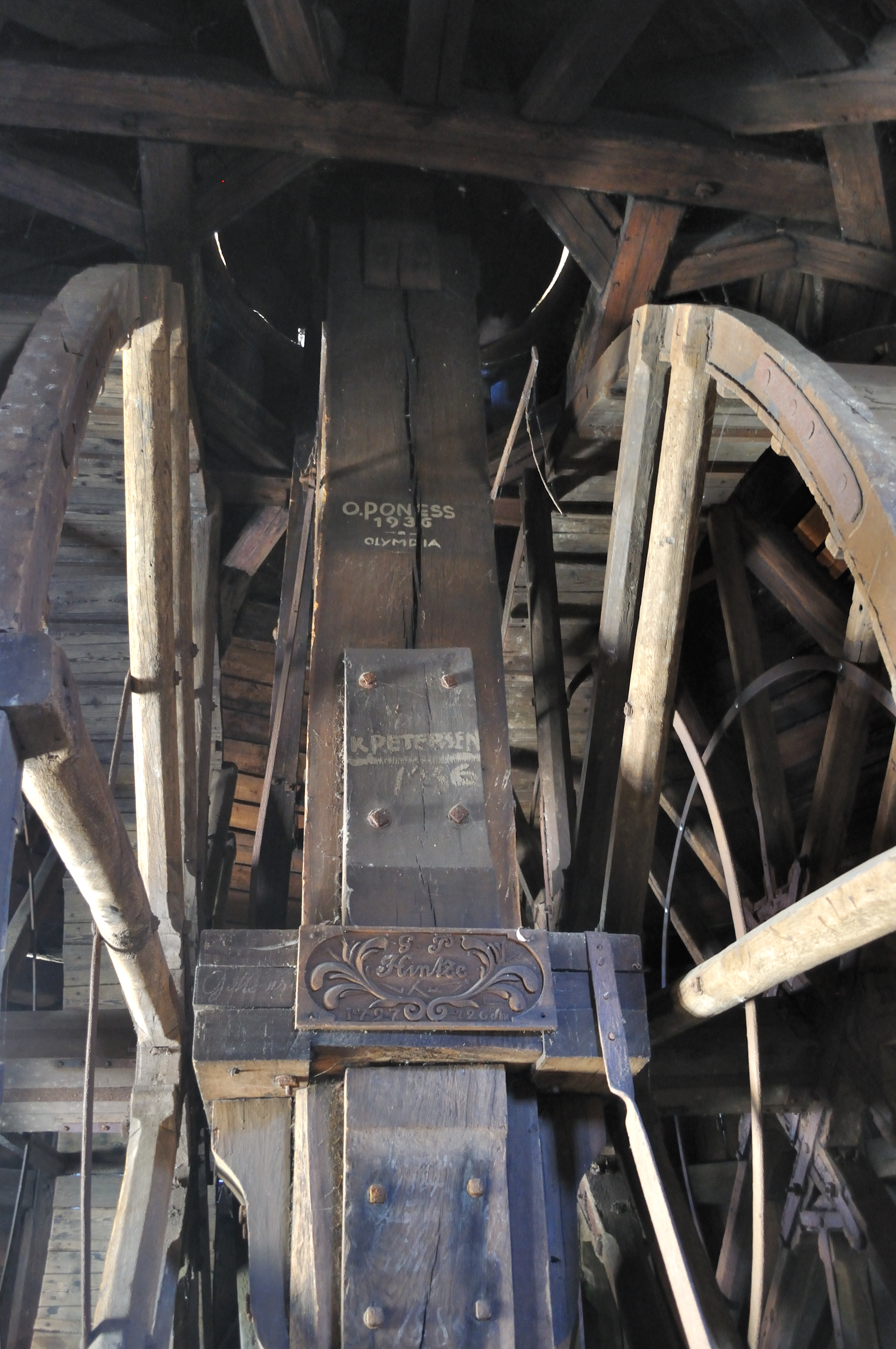
Tramphjulet.

Kranen är byggd i fackverk av  trä, som är klätt med brädor och takytorna är belagda med kopparplåt. Den står på ett runt fundament och dess översta del kan vridas som hättan på en Holländare. Kranen  drivs av två eller flera personer  med hjälp av ett tramphjul med en diameter på 5 meter och som motvikt används fyra stenblock av  
sandsten som väger 200 kg vardera.